# Blaue Moschee (Jerewan)
Die Blaue Moschee (armenisch Կապույտ մզկիթ Kapujt mskit, russisch Голубая мечеть Golubaja Metschet, aserbaidschanisch Göy məscid, persisch مسجد کبود Masdsched-e Kabud) ist eine Mitte des 18. Jahrhunderts erbaute schiitische Moschee in Jerewan. Sie ist die einzige derzeit genutzte Moschee Armeniens.

## Beschreibung
Der Baukomplex der Moschee nimmt eine Fläche von 7000 m² ein. Die Moschee besteht aus einer großen Gebetshalle, einer Bibliothek und einer Madrasa mit 28 Räumen, die um einen Innenhof angeordnet sind. Die Moschee hat ein 24 Meter hohes Ziegelminarett. Es gibt keinen sicheren Hinweis, dass es früher mehr Minarette gegeben hätte.

## Geschichte
Das Gebiet um Jerewan war seit den Einfällen von Timur im 14. Jahrhundert unter der Herrschaft verschiedener muslimischer Herrscher und vom 16. Jahrhundert bis zum Ende des Russisch-Persischen Krieges 1828 in persischem Besitz.
Der Bau der Moschee wurde 1765 unter Karim Khan-e Zand, Nachfolger Nadir Schahs, durch Hussein Ali Khan, den Gouverneur des Khanats Jerewan, in Auftrag gegeben und 1766 fertiggestellt. Bei der Einnahme durch die Russen 1827 war sie die wichtigste unter acht Moscheen in Jerewan.
1931 ließ die sowjetische Regierung die Moschee schließen und richtete hier das Stadtmuseum von Jerewan ein.
Durch den Bergkarabachkonflikt verließen zwischen 1988 und 1991 fast alle Muslime Armenien, so wie fast alle Armenier – meist Angehörige der Armenischen Apostolischen Kirche – Aserbaidschan verlassen mussten. In ihrer großen Mehrzahl waren diese muslimischen Flüchtlinge schiitische Aseris und fanden in Aserbaidschan eine neue Heimat. Von Armeniern wird die Blaue Moschee heute als eine persische Moschee wahrgenommen, da sie unter persischer Herrschaft gebaut wurde und „Aserbaidschaner“ als Bezeichnung für die turksprachigen schiitischen Bewohner Persiens vor dem 20. Jahrhundert noch nicht geläufig war. Nach Thomas de Waal wird mit der Bezeichnung „Persische Moschee“ zudem die Tatsache verdeckt, dass die meisten Besucher dieses Gotteshauses einst Aserbaidschaner waren.   
Obwohl die Zahl der Muslime massiv zurückgegangen war, wurde die Moschee nach der Unabhängigkeit Armeniens wiederbelebt. Die iranische Regierung erwarb das Gebäude 1995 und ließ es wieder zu einer schiitischen Moschee umbauen, die 1999 eröffnet wurde. Seitdem wird die Moschee vor allem von ausländischen Muslimen genutzt, in der Mehrzahl Iranern, die in Armenien arbeiten oder als Touristen kommen. Das Stadtmuseum Jerewan zog in einen Neubau um.

## Bildergalerie

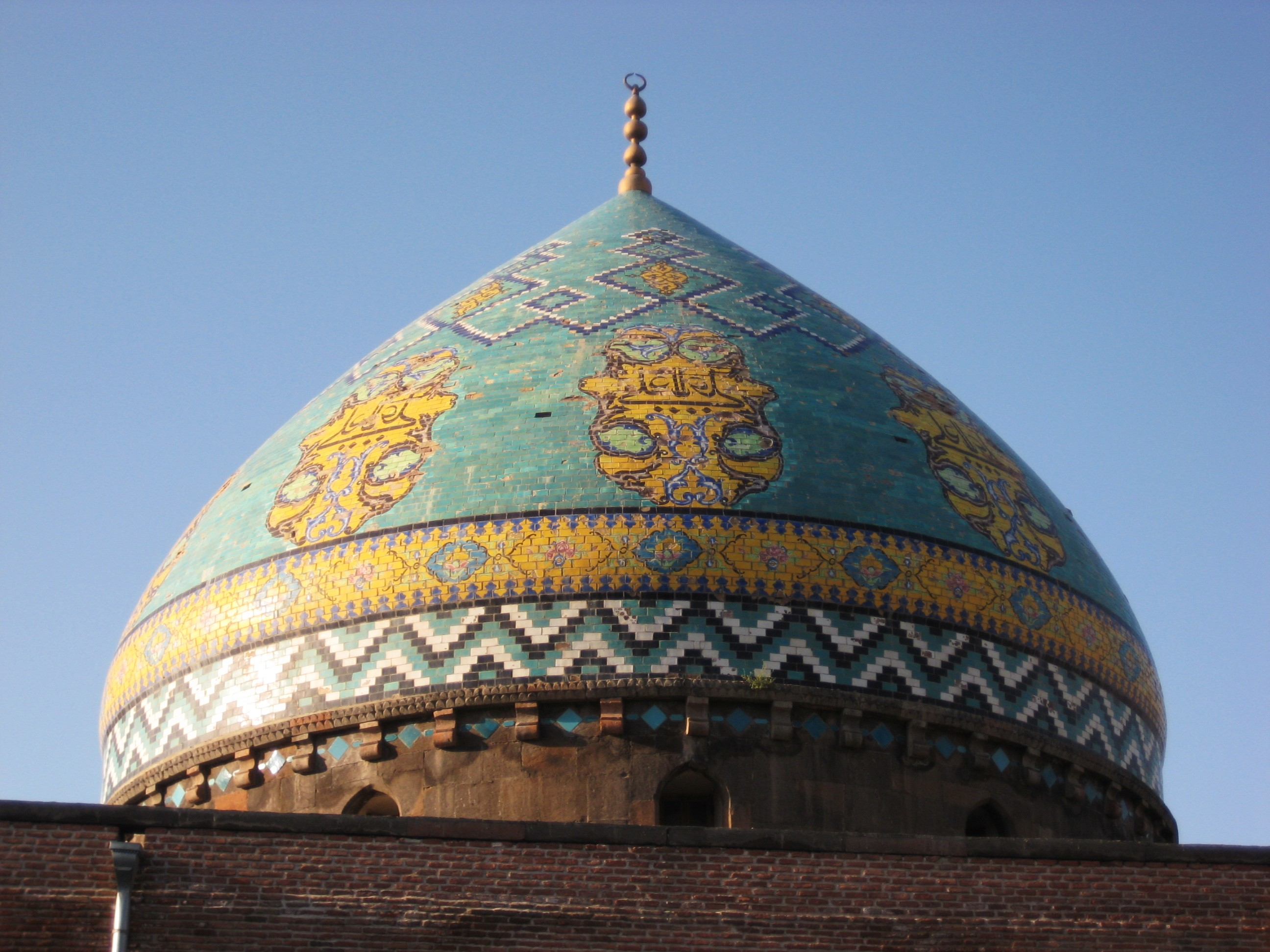
Kuppel
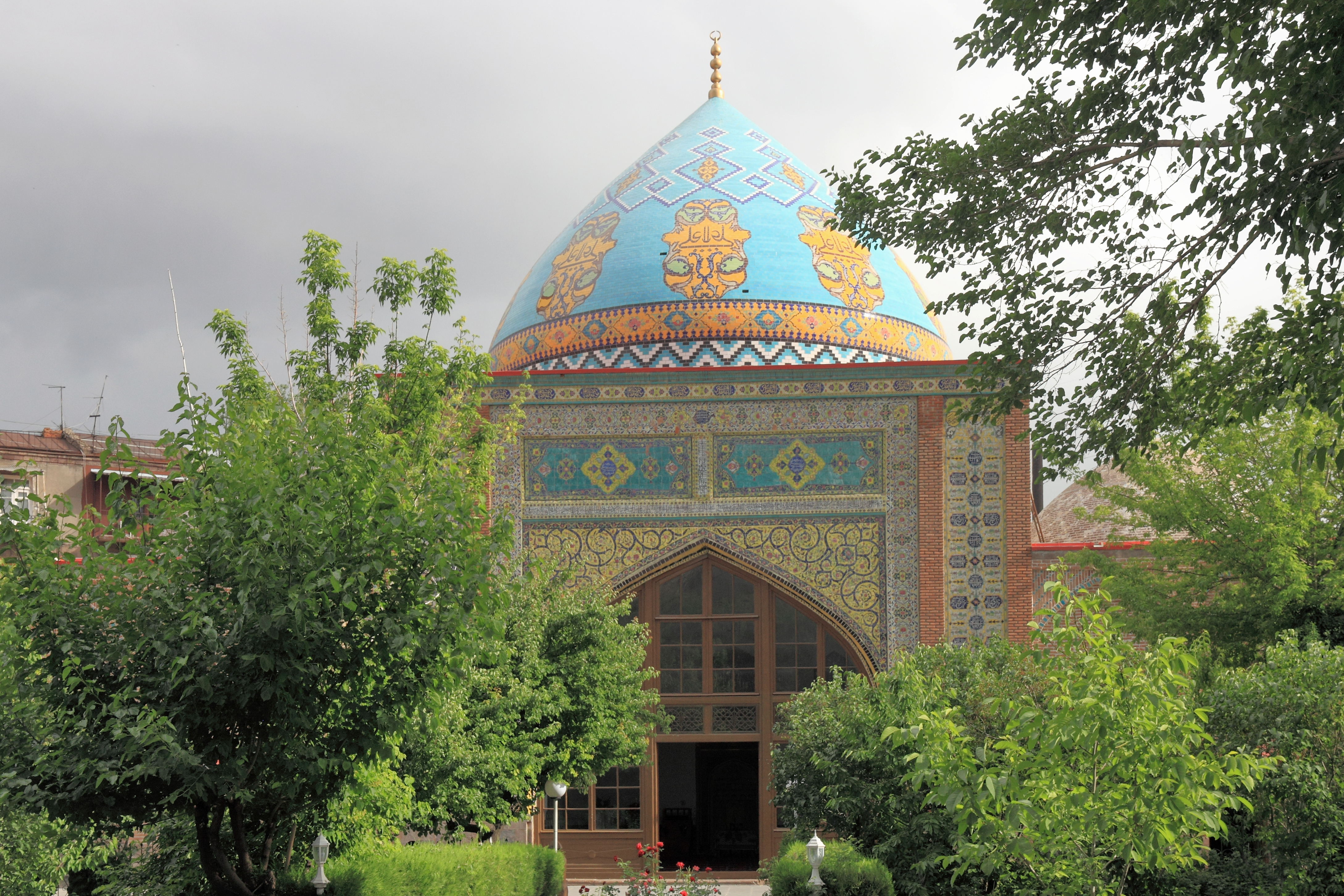
Die Blaue Moschee 2014
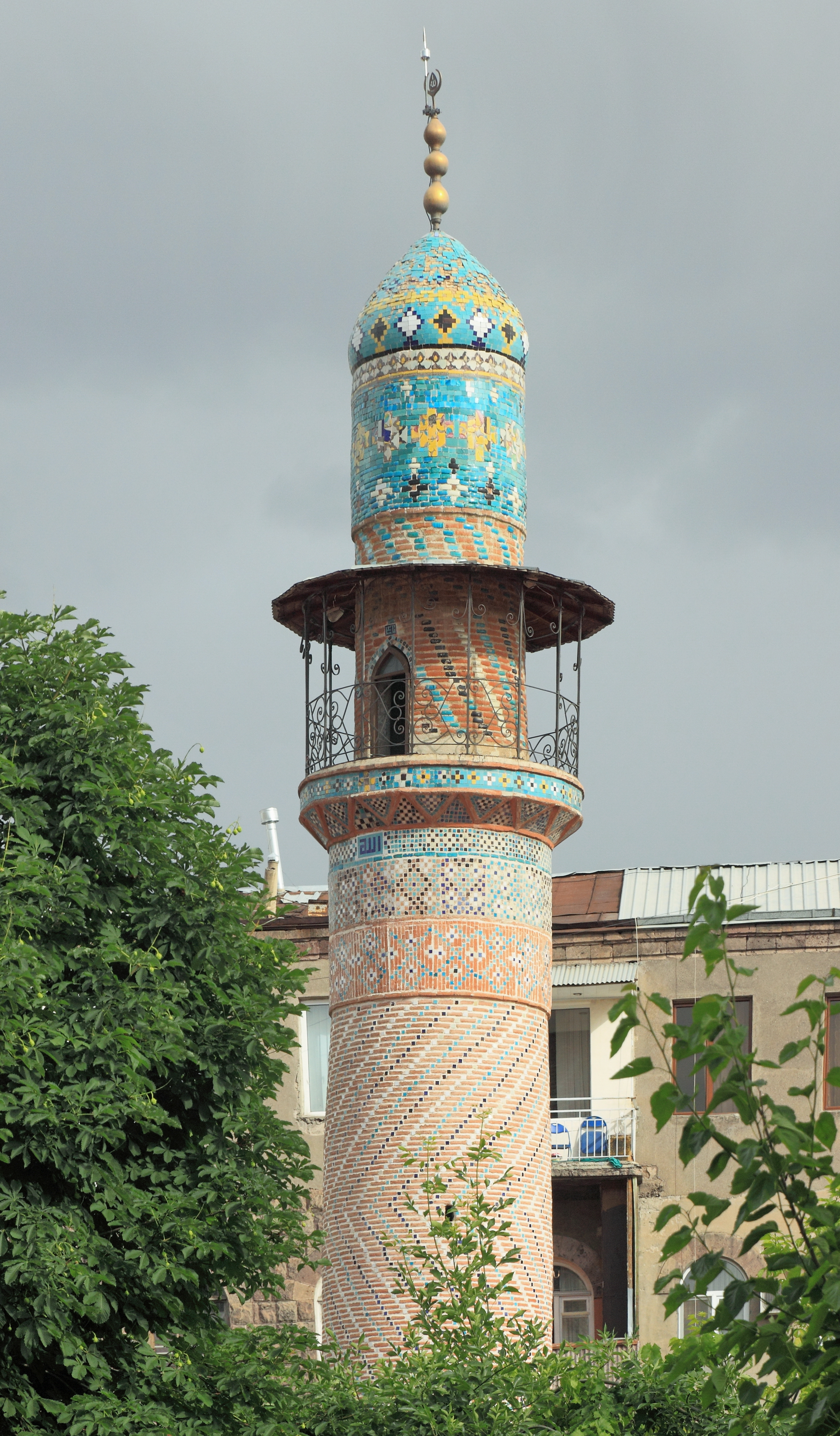
Minarett, 2014
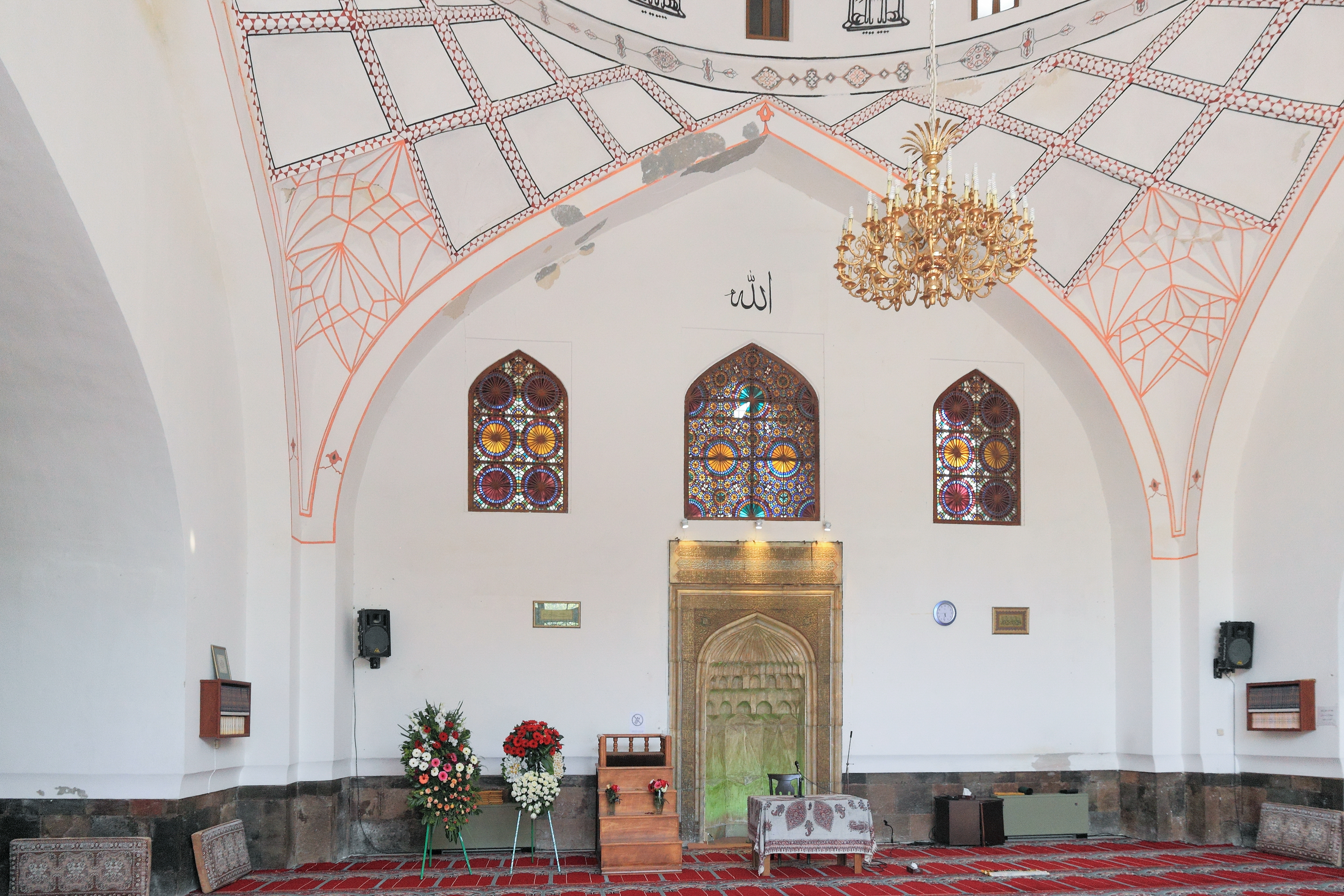
Innenansicht
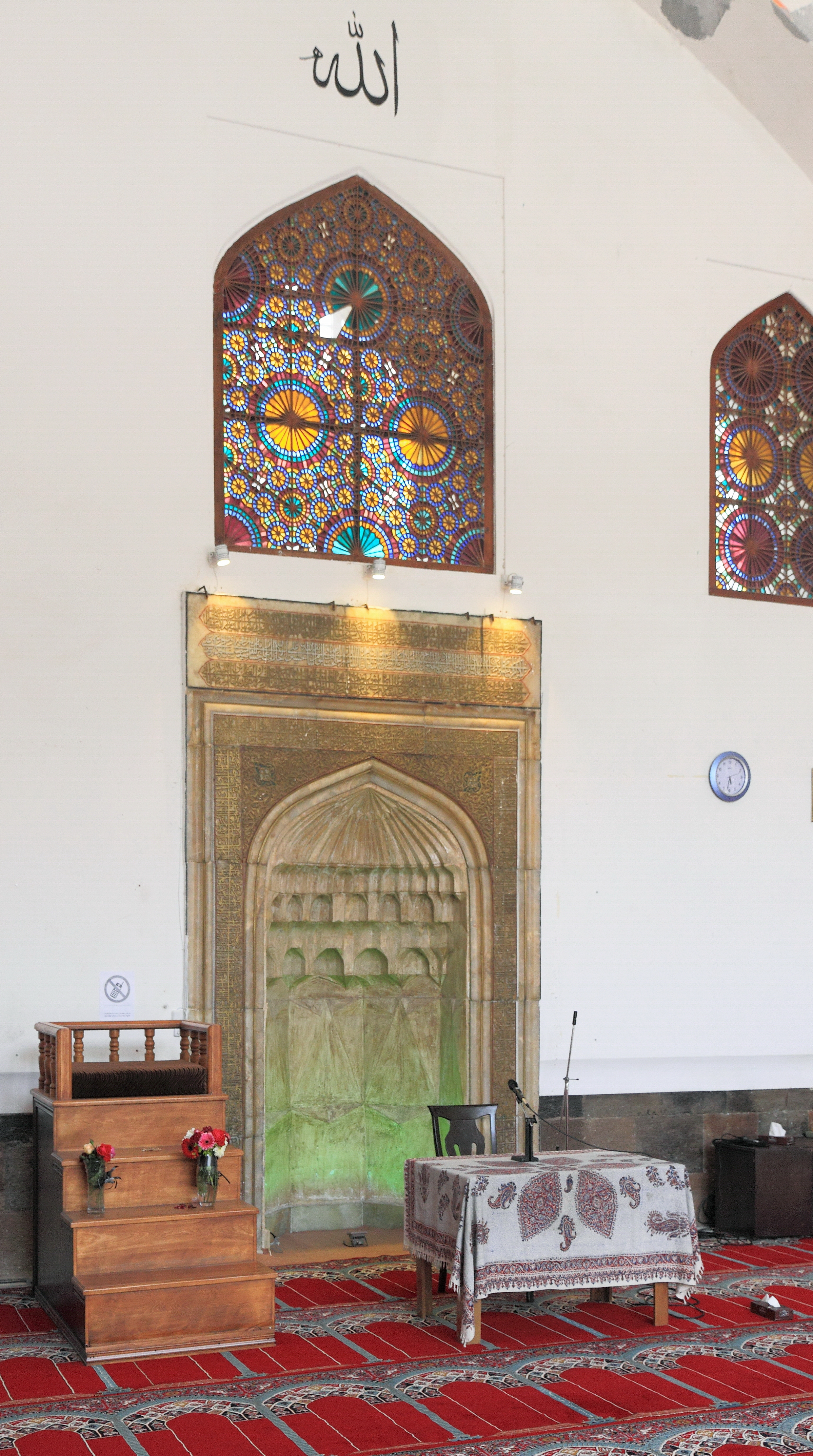
Mihrab
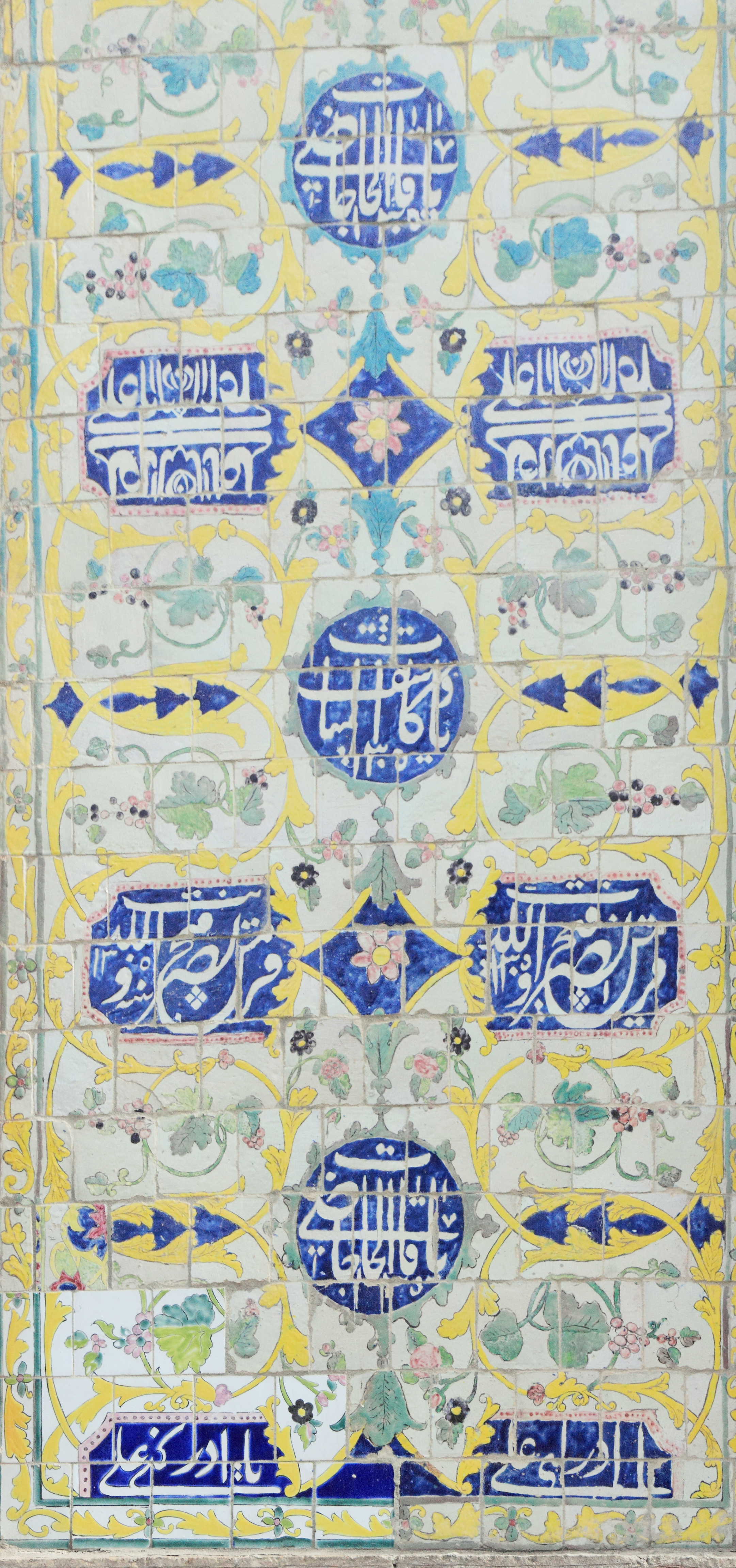
Wandverzierung
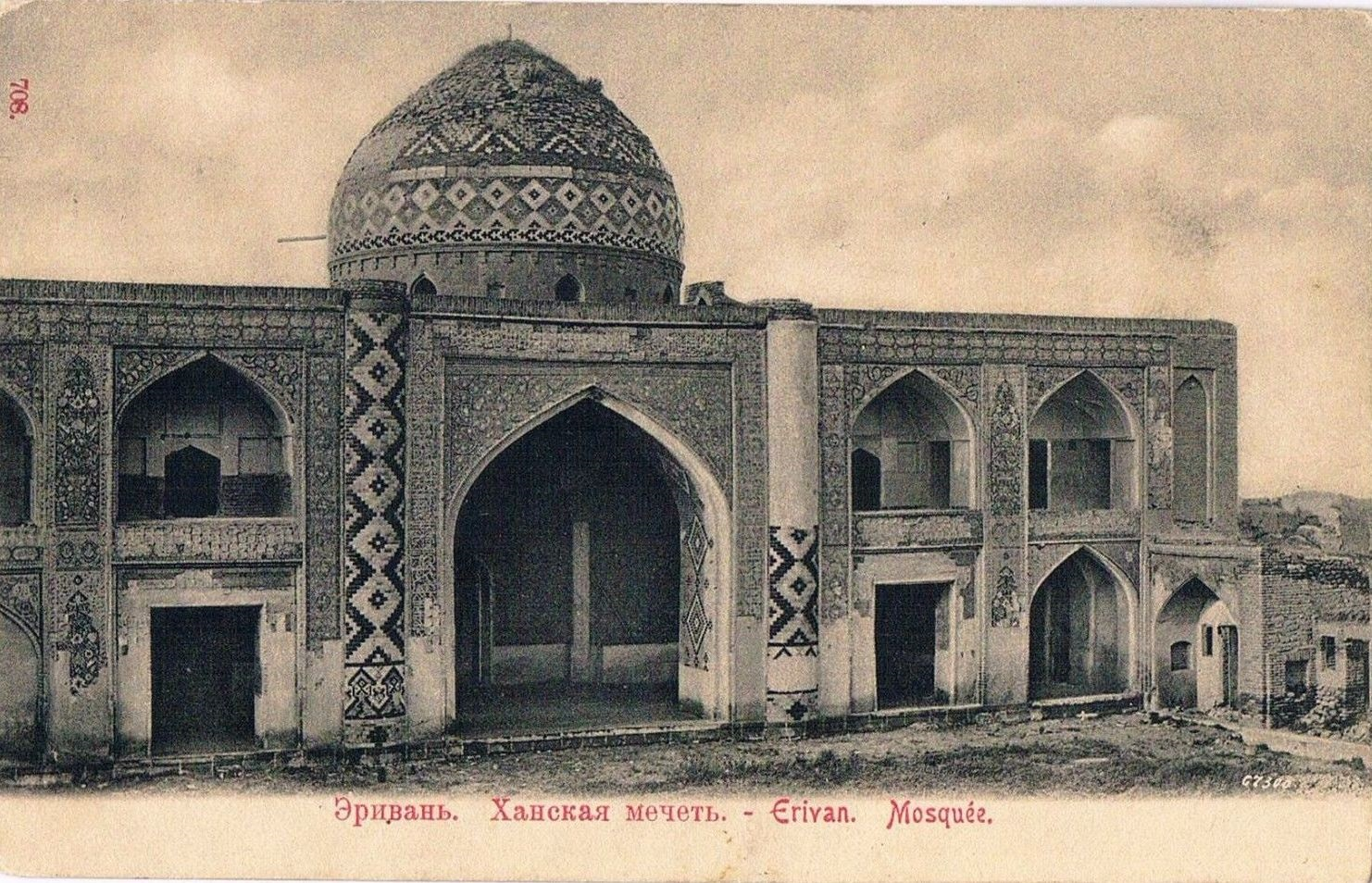
Die Abbas-Mirza-Moschee, eine andere historische Moschee in Jerewan, 19. Jahrhundert